# Litsea fawcettiana
Litsea fawcettiana là loài thực vật có hoa trong họ Nguyệt quế. Loài này được (F. Muell.) HYLAND miêu tả khoa học đầu tiên năm 1989.